# Lichterfeld

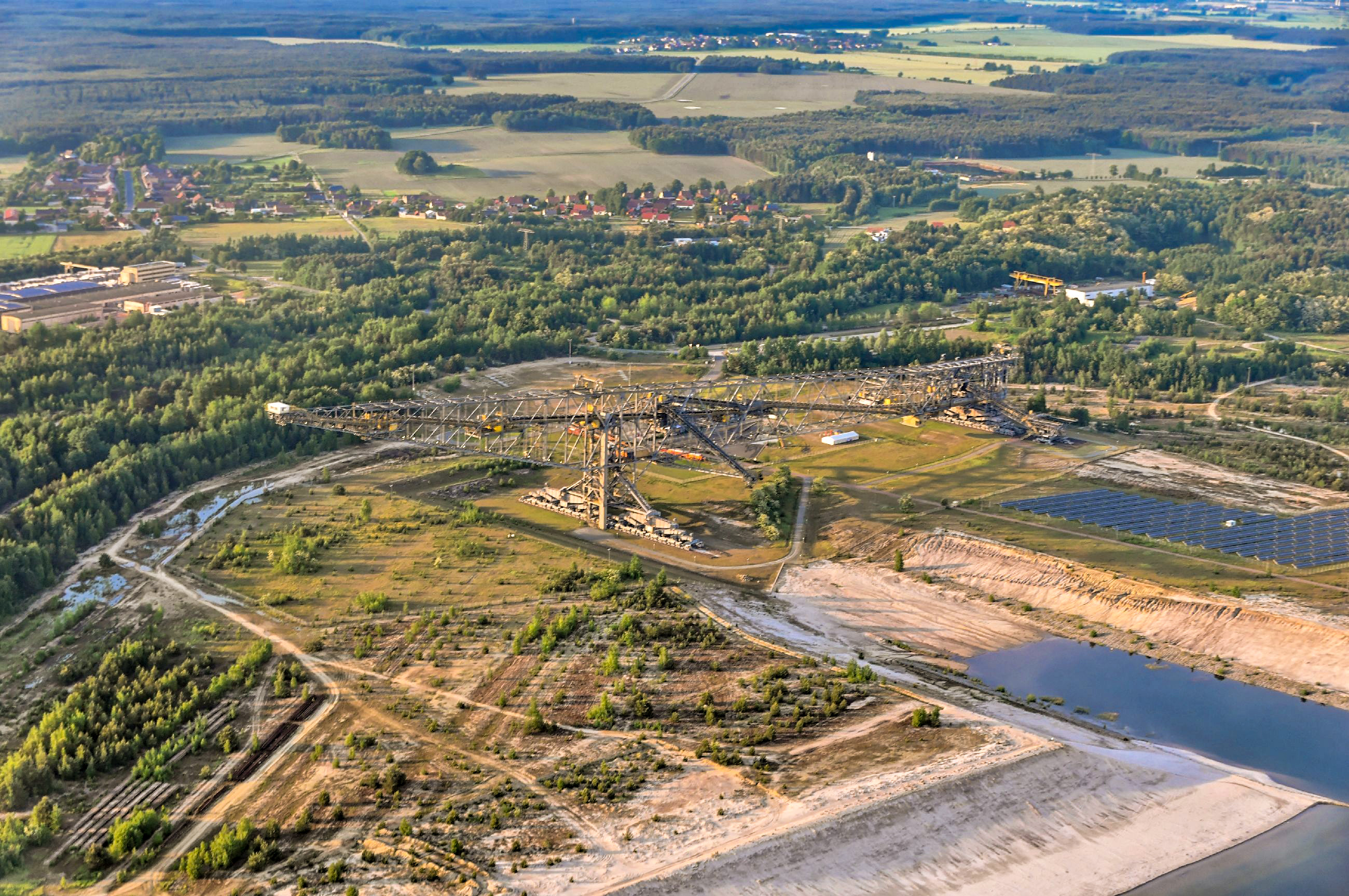
Lichterfeld aus Richtung Süden gesehen.

Lichterfeld (niedersorbisch Swětłe) ist ein Ortsteil von Lichterfeld-Schacksdorf, einer Gemeinde im südbrandenburgischen Landkreises Elbe-Elster.

## Geografie
Lichterfeld liegt etwa fünf Kilometer südöstlich der Kreisstadt Finsterwalde im südlichen Teil des Niederlausitzer Landrückens. Umliegende Ortschaften sind Lieskau im Nordosten, Klingmühl in der Gemeinde Sallgast im Osten, die bereits im Landkreis Oberspreewald-Lausitz liegende Stadt Lauchhammer im Süden sowie Schacksdorf im Nordwesten.
Lichterfeld liegt an den Landesstraßen 60 von Finsterwalde nach Lauchhammer und 61 nach Bronkow.

## Geschichte

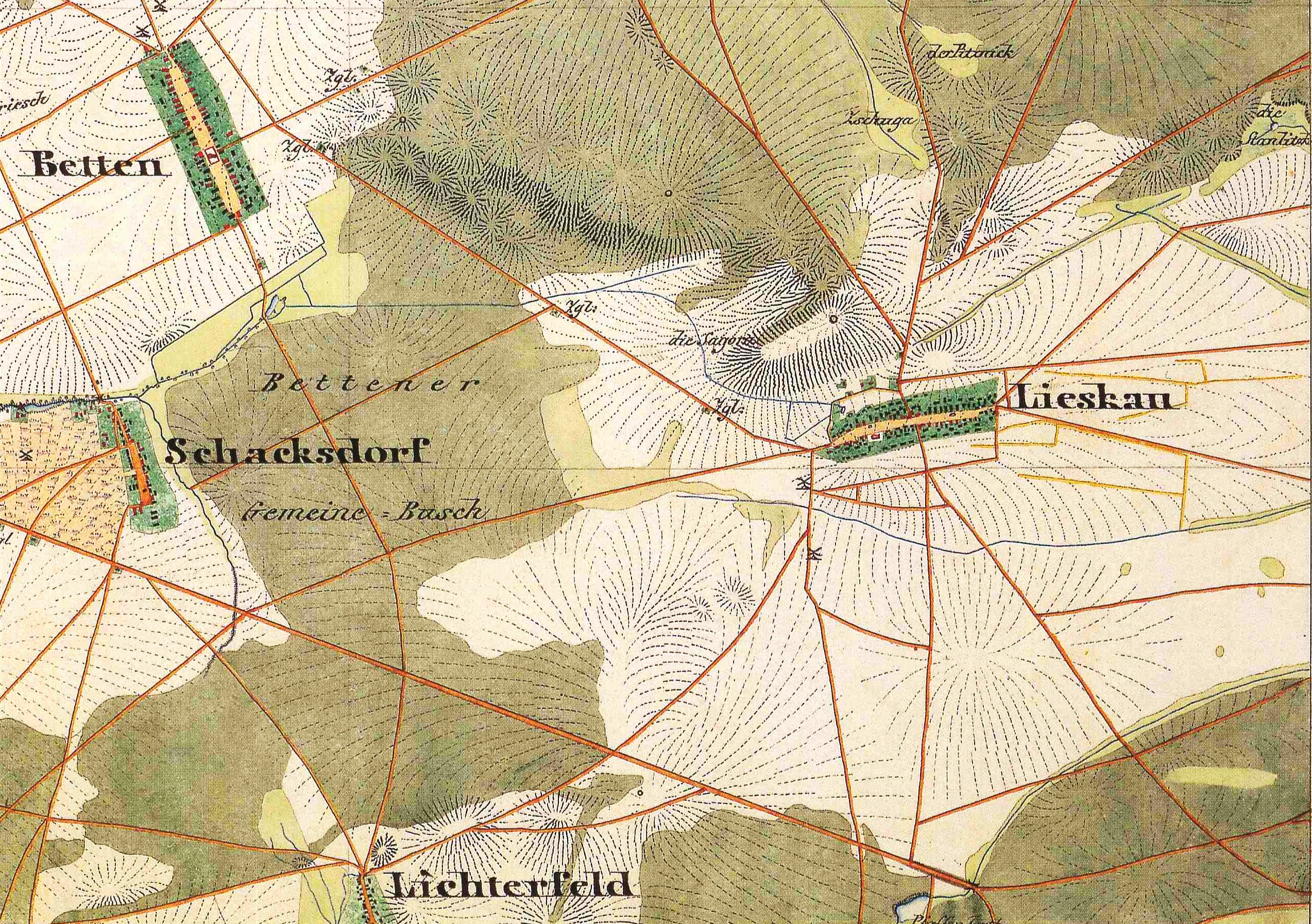
Lichterfeld, Betten, Schacksdorf und Lieskau auf einem Urmesstischblatt (1847)

### Urkundliche Ersterwähnung und Deutung des Ortsnamens
Urkundlich erwähnt wurde das Angerdorf Lichterfeld erstmals im Jahre 1474 als Lichtinfeld.  Bereits 1505 taucht dann der heutige Ortsname Lichterfeld auf. Der Ortsname bedeutet so viel wie Dorf am hellen sonnenbeschienenen Feld. Eingepfarrt war der Ort nach Betten, welches ursprünglich der Superintendentur Großenhain unterstand.
Noch 1738 sprachen die meisten Bewohner von Lichterfeld Sorbisch, 1786 dagegen nur noch ein reichliches Drittel. Der Sprachwechsel vom Deutschen war zu Beginn des 19. Jahrhunderts im Wesentlichen abgeschlossen.

### Die Lichterfelder Pechhütte
Lichterfeld besaß eine Pechhütte. Diese befand sich allerdings etwas südlich des Ortes bei der inzwischen devastierten Ortschaft Gohra, dem späteren Bergheide. Diese Pechhütte wurde bereits im Jahre 1630 erwähnt. Unweit ihres Standortes befand sich auch  die Gohraer Pechhütte. Die Lichterfelde Pechhütte kam im Jahre 1898 durch Gebietsanschluss dann ebenfalls zu Gohra.

### Lichterfelder Mühlengeschichte

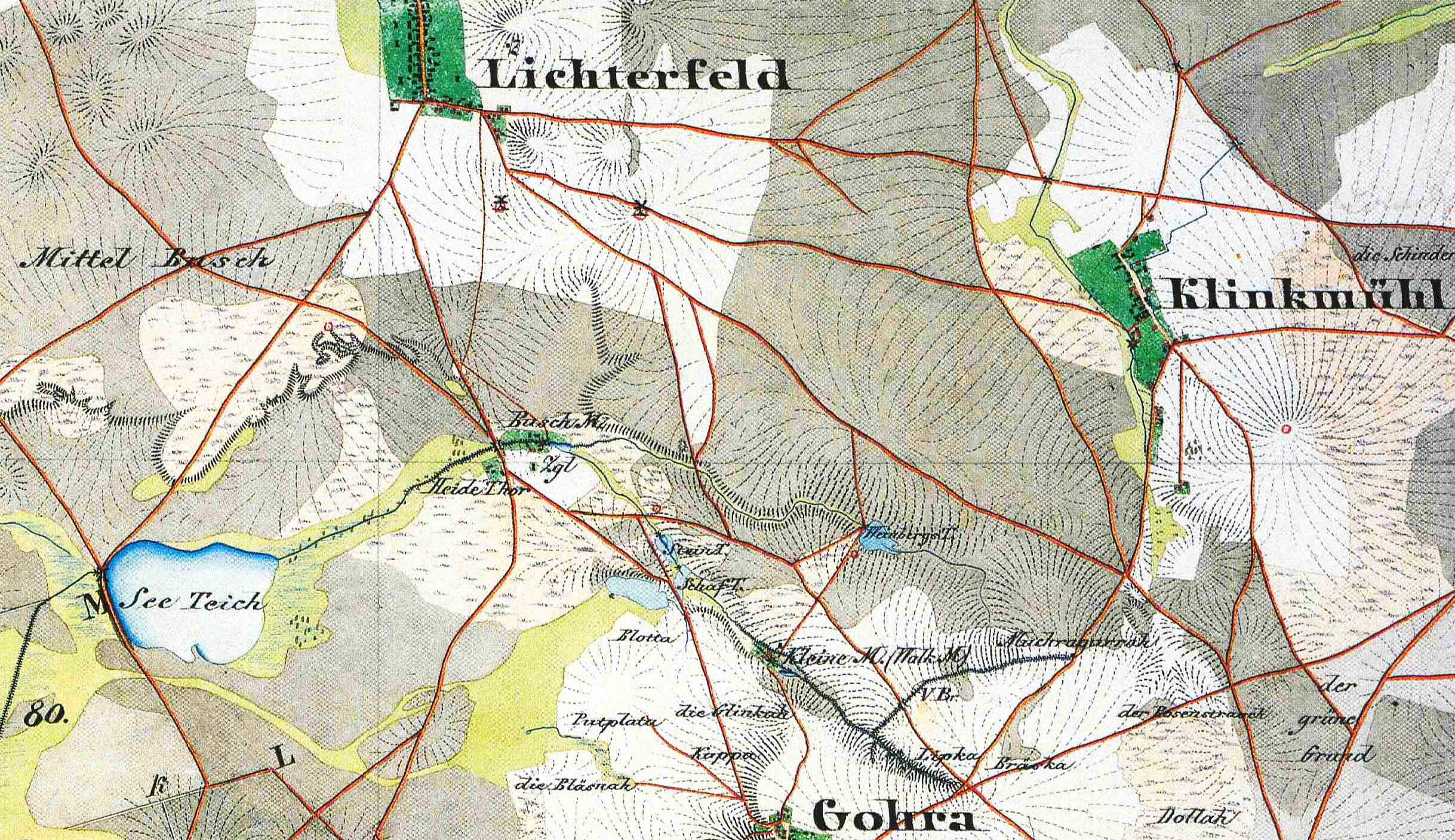
Lichterfeld, Klinkmühl und Gohra auf einem Urmesstischblatt (1847)

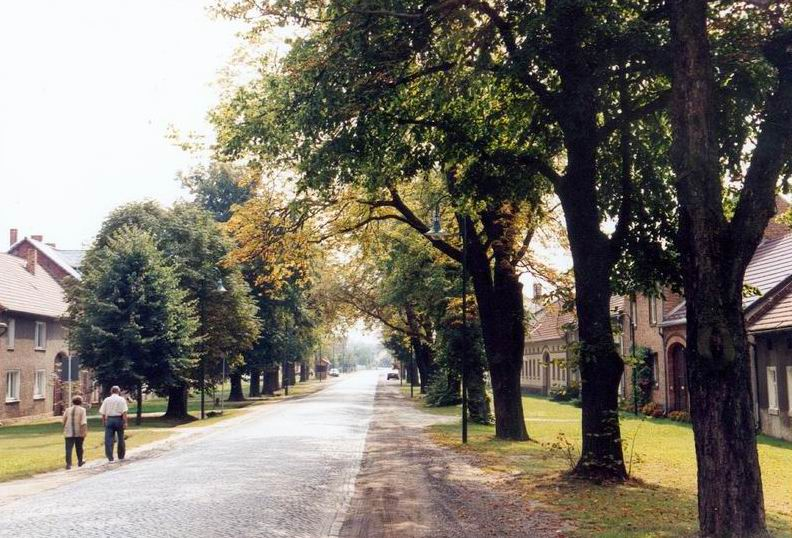
Dorfanger von Lichterfeld

Zur Lichterfelder Pechhütte gehörte auch eine Wassermühle. Ihr Standort befand sich einst genau auf der Lichterfelder Gemarkungsgrenze zu Gohra. Diese Wassermühle, die nur einen Gang besaß, taucht auf den historischen Karten von Matthias Oeder (1594) und Balthasar Zimmermann (1600) auf. Auch auf einer Karte von Schenk ist sie im Jahre 1781 noch zu finden. Später erinnerte nur noch die Flurbezeichnung Verfallen Mühlchen an diese Mühle. Der historische Mühlenstandort kam dann 1898 ebenfalls zu Gohra. Eine weitere Wassermühle war die Lapatschmühle, die auch als Buschmühle bezeichnet wurde. Diese nach ihrem einstigen Besitzer benannte Mühle befand sich am Abflussgraben des Lichterfelder Weinbergteichs und wurde schon im Jahre 1575 urkundlich erwähnt. Der spätere Mühlenbesitzer Hans Zwygk (1694) verlegte die Mühle an den später bekannten Standort. Dort verblieb sie lange in Familienbesitz, wobei sich die Schreibweise des Namens im Laufe der Zeit in Zwick änderte. Als letzter Mühlenbesitzer wurde um 1900 ein Eduard Lieske in einer Chronik erwähnt.
Die Familie Zwick hatte am Mühlenstandort Anfang des 19. Jahrhunderts eine Branntweinbrennerei eingerichtet. Außerdem entstanden zu dieser Zeit hier eine Ziegelei, ein neues Wohnhaus und eine Walkmühle. 1865 kamen ein Ölschlag und eine Schneidemühle hinzu.
Des Weiteren befanden sich in Lichterfeld zwei Windmühlen. Die bereits in den Jahren 1594 und 1600 in Kartenwerken von Oeder und Zimmermann erscheinen. Um 1700 sollen im Ort sogar vier Windmühlen bestanden haben. Für die Jahre 1875 und 1877 sind noch drei Windmühlen nachweisbar.

### Lichterfeld und die Braunkohle
Einen wirtschaftlichen Aufschwung erfuhr der Ort mit der Erschließung der umfangreichen Braunkohlevorkommen in der Region ab der Mitte des 19. Jahrhunderts. Auf Lichterfelder Flur entstanden die Braunkohlegruben Helene und Hellda. Die Grube Helene wurde im Jahre 1875 aufgemacht. Ihr Standort befand sich nahe der Lichterfelder Pechhütte an der Gemarkungsgrenze zu Gohra. Ein weiterer Betrieb war die Theresienhütte, die später Namensgeber für den gleichnamigen Gemeindeteil östlich der Ortslage von Lichterfeld wurde. Zwischenzeitlich hatte dieser allerdings bis 1995 den Namen Klinkerwerk.

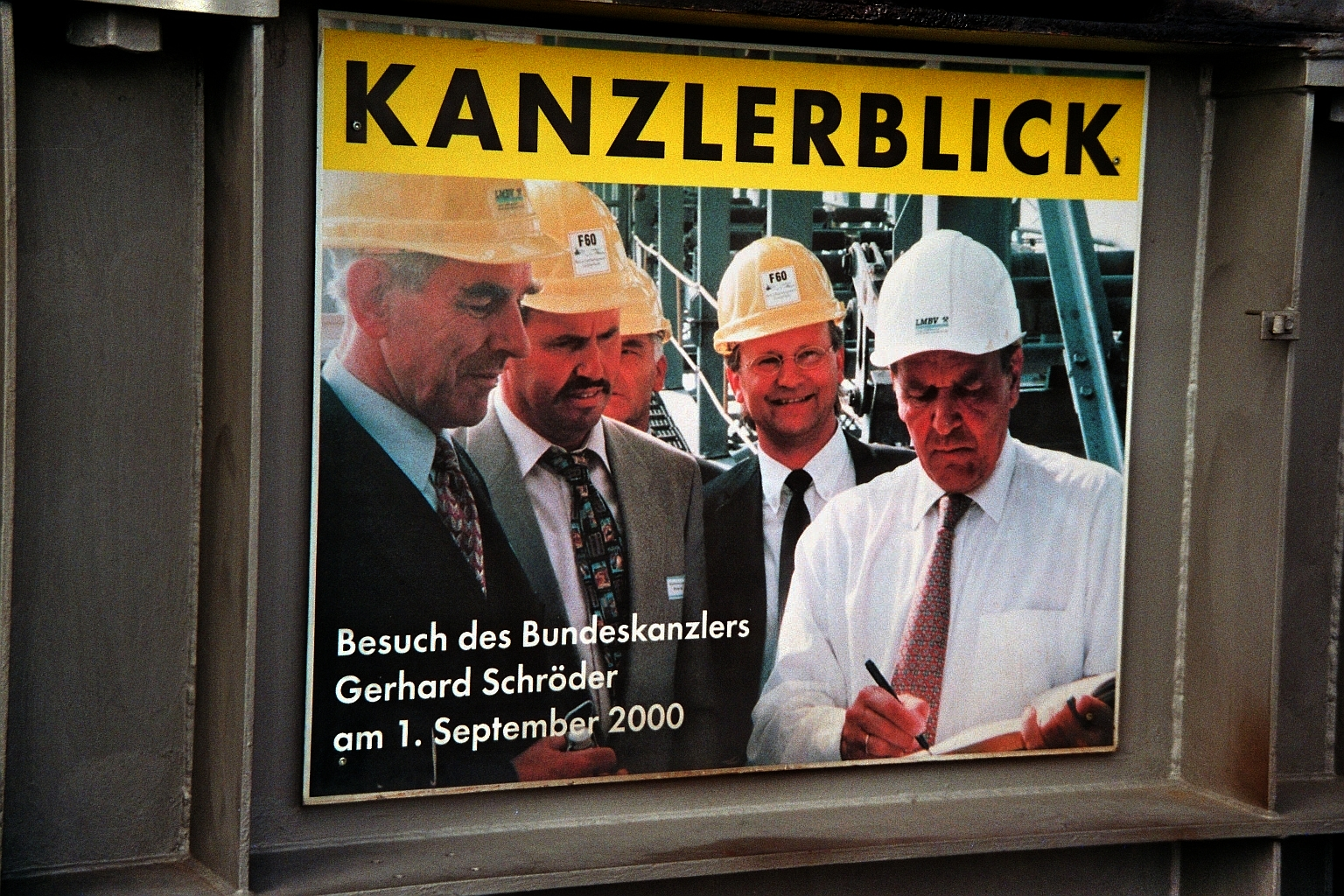
Besuch des Bundeskanzlers Gerhard Schröder (2000)

Letztlich wurden die umfangreichen Braunkohlevorkommen bei Lichterfeld dem Ort fast zum Verhängnis. Die Mächtigkeit des Kohleflözes liegt hier zwischen neun und zwölf Metern. Außerdem ist sie vergleichsweise hochwertig. Anfang der 1980er Jahre begannen südlich des Ortes die Vorbereitungsmaßnahmen zur Erschließung des neuen Tagebaufeldes für den Tagebau Klettwitz-Nord, der den Tagebau Klettwitz ersetzen sollte. Ab 1988 wurde der Tagebau aufgeschlossen und es entstand nahe Lichterfeld ein Montageplatz für die benötigte Großtechnik. Lichterfeld verlor einen großen Teil seines Gemeindegebiets durch den Tagebau. Der südlich gelegene Ort Bergheide wurde schließlich devastiert. Noch 1985 lebten hier 290 Einwohner. Im Februar 1991 nahm die Förderbrücke F 60, die als größte bewegliche Arbeitsmaschine der Welt gilt, ihren Betrieb auf und der Tagebau erreichte im Dezember desselben Jahres seine Höchstleistung. Infolge der Wende wurden nun allerdings die Brikettfabriken und Kraftwerke im Raum Lauchhammer geschlossen. Der Bedarf an Rohkohle sank drastisch. Bereits im Juni 1992 wurde die Förderbrücke wieder stillgelegt. Im Dezember 1992 wurde dann schließlich die letzte Kohle im Tagebau Klettwitz-Nord gefördert.
Die Großtechnik des Tagebaus wurde in andere Tagebaufelder verlegt oder verschrottet. Das Tagebaufeld von Klettwitz-Nord wurde Bergbausanierungsgebiet. Auch die Förderbrücke F 60 sollte verschrottet werden. Sie galt als riesige Investitionsruine. Regionale Initiativen erreichten, dass für die vorgesehene Verschrottung bereits zur Verfügung stehende finanzielle Mittel letztlich für den Erhalt der Brücke verwendet wurden. Am 19. Februar 2000 wurde die Brücke einige hundert Meter von ihrem Stilllegungsstandort an ihren heutigen Standort versetzt. Am 1. September 2000 besuchte dann auch der damalige Bundeskanzler Gerhard Schröder Lichterfeld.

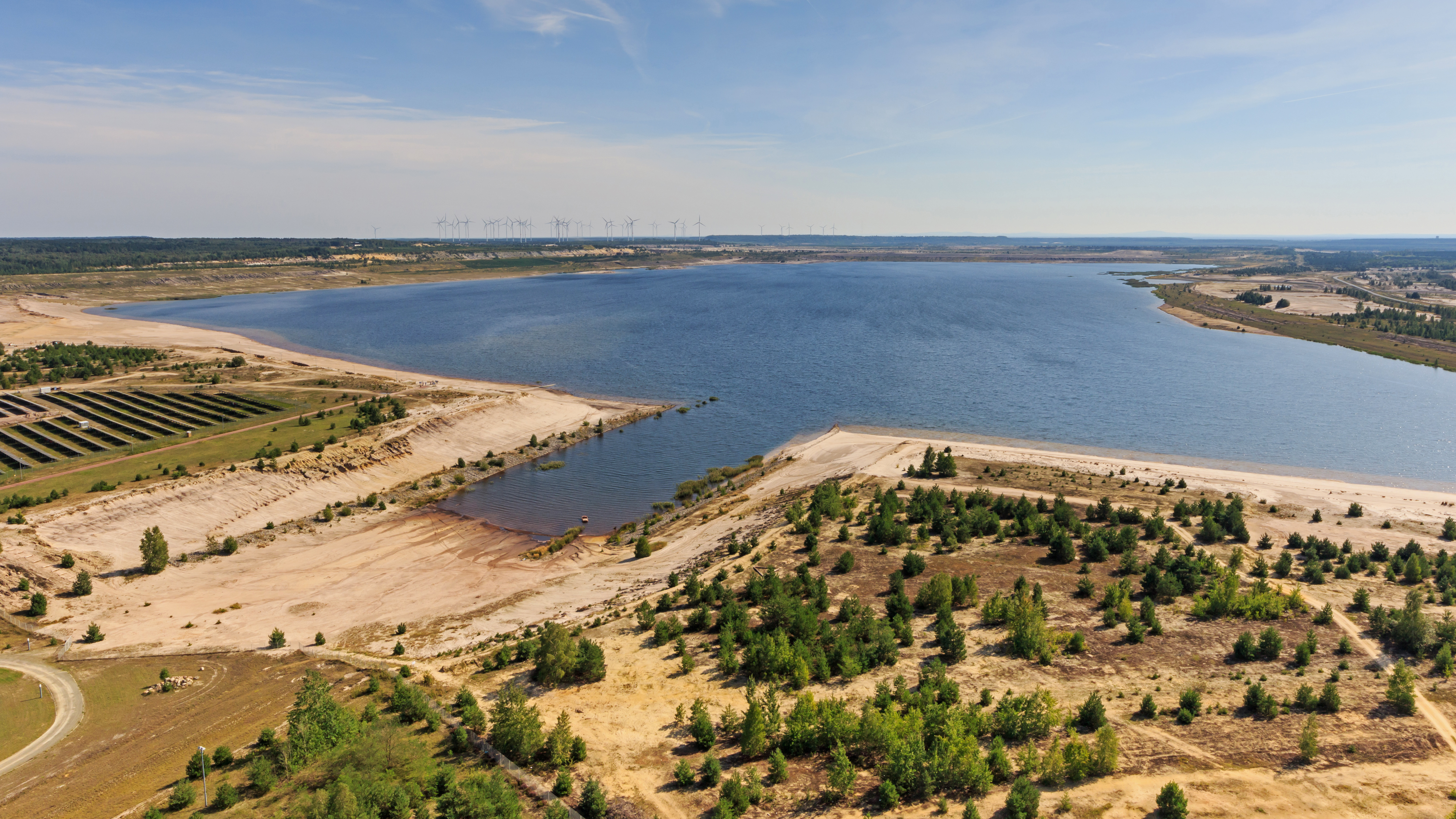
Bergheider See (2015)

Am 7. September 2001 begann die Lausitzer und Mitteldeutsche Bergbau-Verwaltungsgesellschaft (LMBV) schließlich mit der Flutung des Restlochs des ehemaligen Tagebaus Klettwitz-Nord und es entstand der Bergheider See, dessen Flutung im Mai 2014 beendet wurde.
Die Lichterfelder Förderbrücke wurde als Besucherbergwerk zu einem der externen Projekte der Weltausstellung Expo 2000 in Hannover und schließlich ein Projekt der Internationalen Bauausstellung „Fürst-Pückler-Land“ (2000–2010). Sie ist heute ein regionaler Besuchermagnet.

### Bevölkerungsentwicklung
| Jahr | Einwohner |  | Jahr | Einwohner |  | Jahr | Einwohner |  | Jahr | Einwohner |
| ---- | --------- |  | ---- | --------- |  | ---- | --------- |  | ---- | --------- |
| 1875 | 386       |  | 1946 | 660       |  | 1989 | 445       |  | 1995 | 463       |
| 1890 | 417       |  | 1950 | 665       |  | 1990 | 442       |  | 1996 | 475       |
| 1910 | 588       |  | 1964 | 582       |  | 1991 | 476       |  | 1997 |           |
| 1925 | 557       |  | 1971 | 574       |  | 1992 | 464       |  | 1998 |           |
| 1933 | 497       |  | 1981 | 503       |  | 1993 | 466       |  | 1999 |           |
| 1939 | 515       |  | 1985 | 475       |  | 1994 | 462       |  | 2000 |           |

## Politik

### Ortsteilvertretung
Seit 31. Dezember 1997 ist Lichterfeld ein Ortsteil von Lichterfeld-Schacksdorf. Ortsvorsteher ist derzeit Norbert Richter.

### Administrative Zugehörigkeit
Ursprünglich gehörte Lichterfeld zur Herrschaft Finsterwalde und dadurch später zum kursächsischen Amt Finsterwalde.
Nach den Bestimmungen des Wiener Kongresses im Jahre 1815 gelangte Lichterfeld dann aber vom Königreich Sachsen zum Regierungsbezirk Frankfurt der preußischen Provinz Brandenburg und es entstand 1816 der Landkreis Luckau. 1830 wurde des Amt Finsterwalde aufgelöst und Lichterfeld gemeinsam mit den amtsangehörigen Dörfern Betten, Lindthal, Massen, Naundorf, Nehesdorf und Tanneberg dem Rentamt Dobrilugk zugeordnet. Im Jahre 1848 wurde dann das Rentamt Finsterwalde geschaffen, zu welchem auch Lichterfeld gehörte. 1874 wurde dann allerdings dieses Amt, wie auch das Amt Dobrilugk endgültig aufgelöst. Mit der 1952 in der DDR durchgeführten Gebietsreform kam Lichterfeld zum neu gegründeten Kreis Finsterwalde.
Nach der Wende lag Lichterfeld zunächst im Landkreis Finsterwalde. In Folge der kurze Zeit später erfolgenden Kreisreform in Brandenburg am 6. Dezember 1993 wurde die Gemeinde Lichterfeld dem neu gegründeten Landkreis Elbe-Elster zugeordnet, wo die Gemeinde sich am 31. Dezember 1997 mit der benachbarten Gemeinde Schacksdorf zur Lichterfeld-Schacksdorf zusammenschloss.

## Kultur und Sehenswürdigkeiten
→ Siehe auch: Liste der Baudenkmale in Lichterfeld
Nahe Lichterfeld befindet sich südlich der Ortslage das Besucherbergwerk Abraumförderbrücke F60. Die F 60 selbst ist ein eingetragenes technisches Denkmal und dient heute der Erinnerung und Aufarbeitung der langen Bergbaugeschichte in der Region. Die Förderbrücke wird als liegender Eiffelturm (der Lausitz) beworben und zieht jährlich einige tausend Besucher in den Ort. Das Gelände des Besucherbergwerks ist zudem Schauplatz diverser Konzerte und Festivals.
Nahe dem Bahnhof Klingmühl-Lichterfeld steht außerdem eine aus dem Jahre 1898 stammende Villa mit Nebengebäude und Remise unter Denkmalschutz. Bei der Villa handelt es sich um einen zweigeschossigen Fachwerkbau mit Walmdach. Die Remise ist ebenfalls ein zweigeschossiger Fachwerkbau. Sie besitzt ein Pultdach. Beide Gebäude wurden mit gelben Klinkern verblendet.

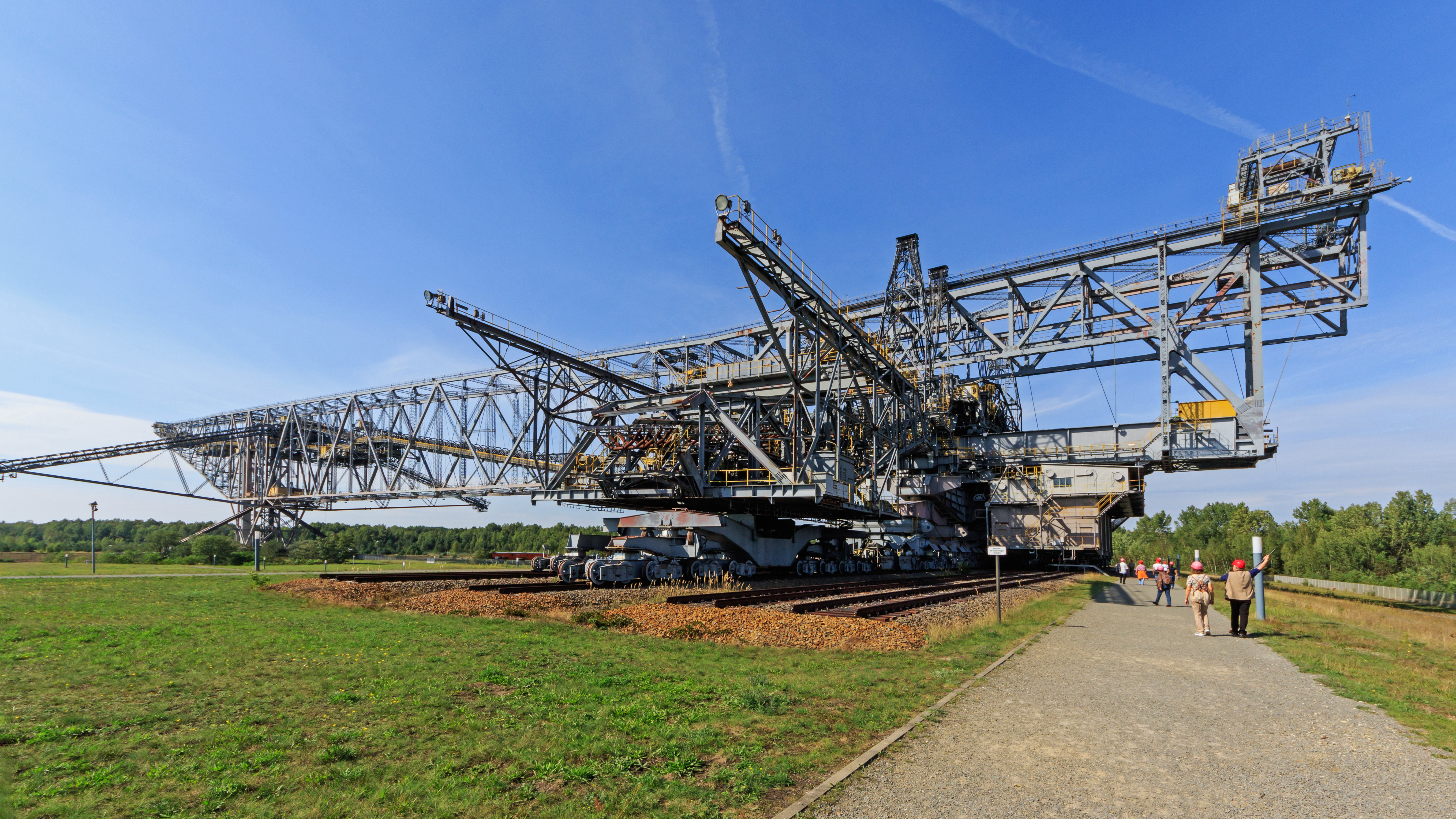
Südansicht der Abraumförderbrücke F60 (2015)
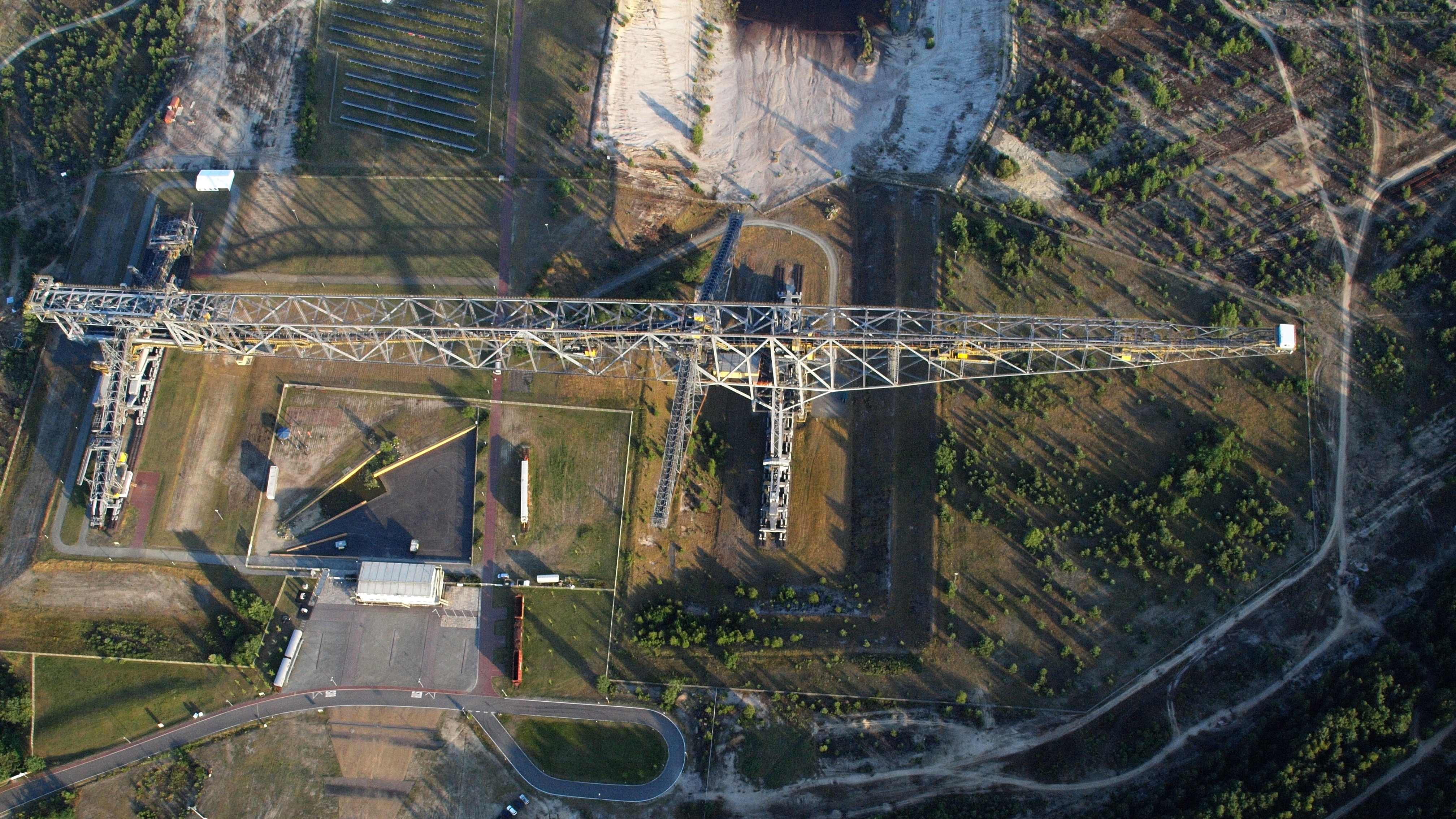
Das Besucherbergwerk aus der Luft.
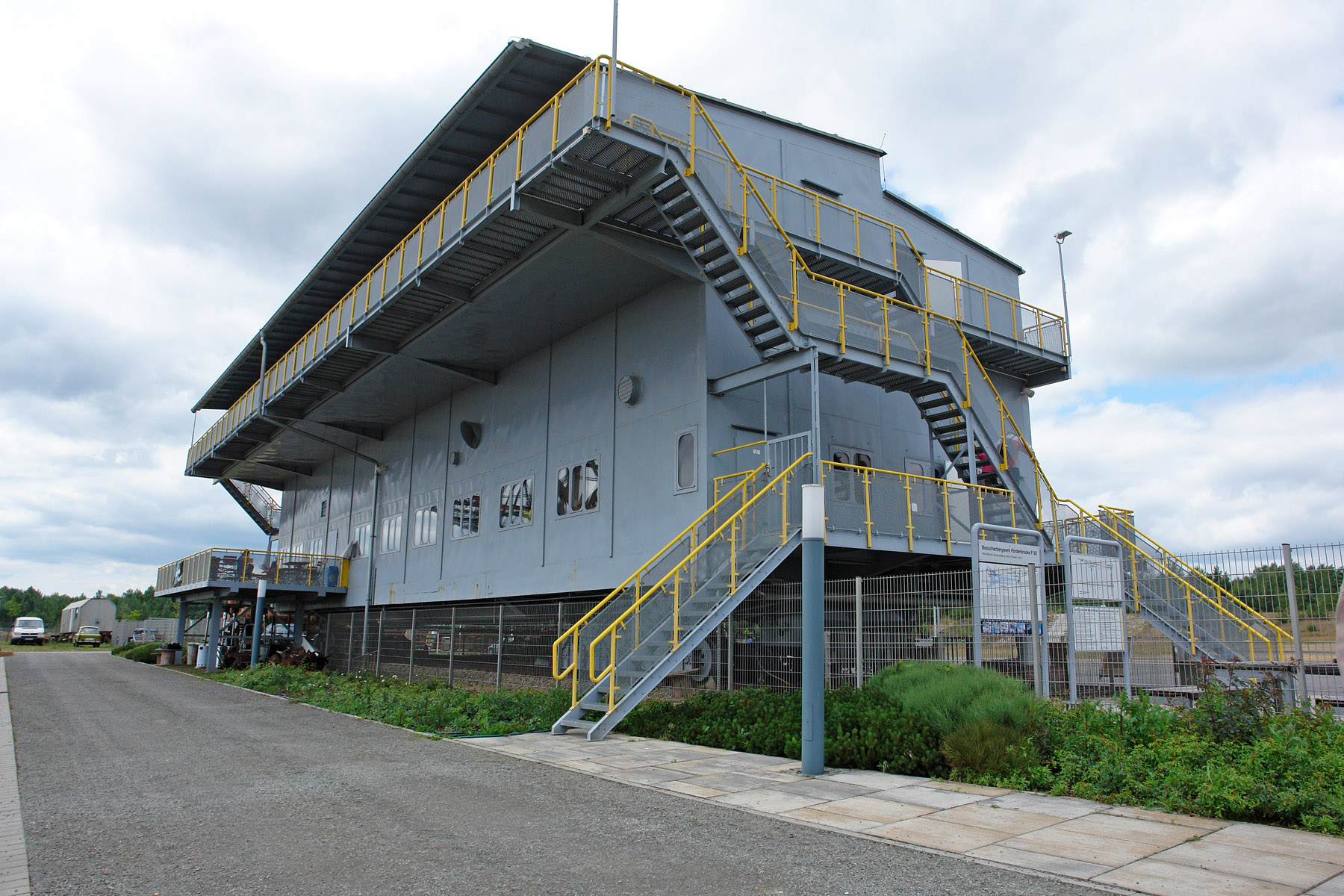
Besucherzentrum des Besucherbergwerk Abraumförderbrücke F60.
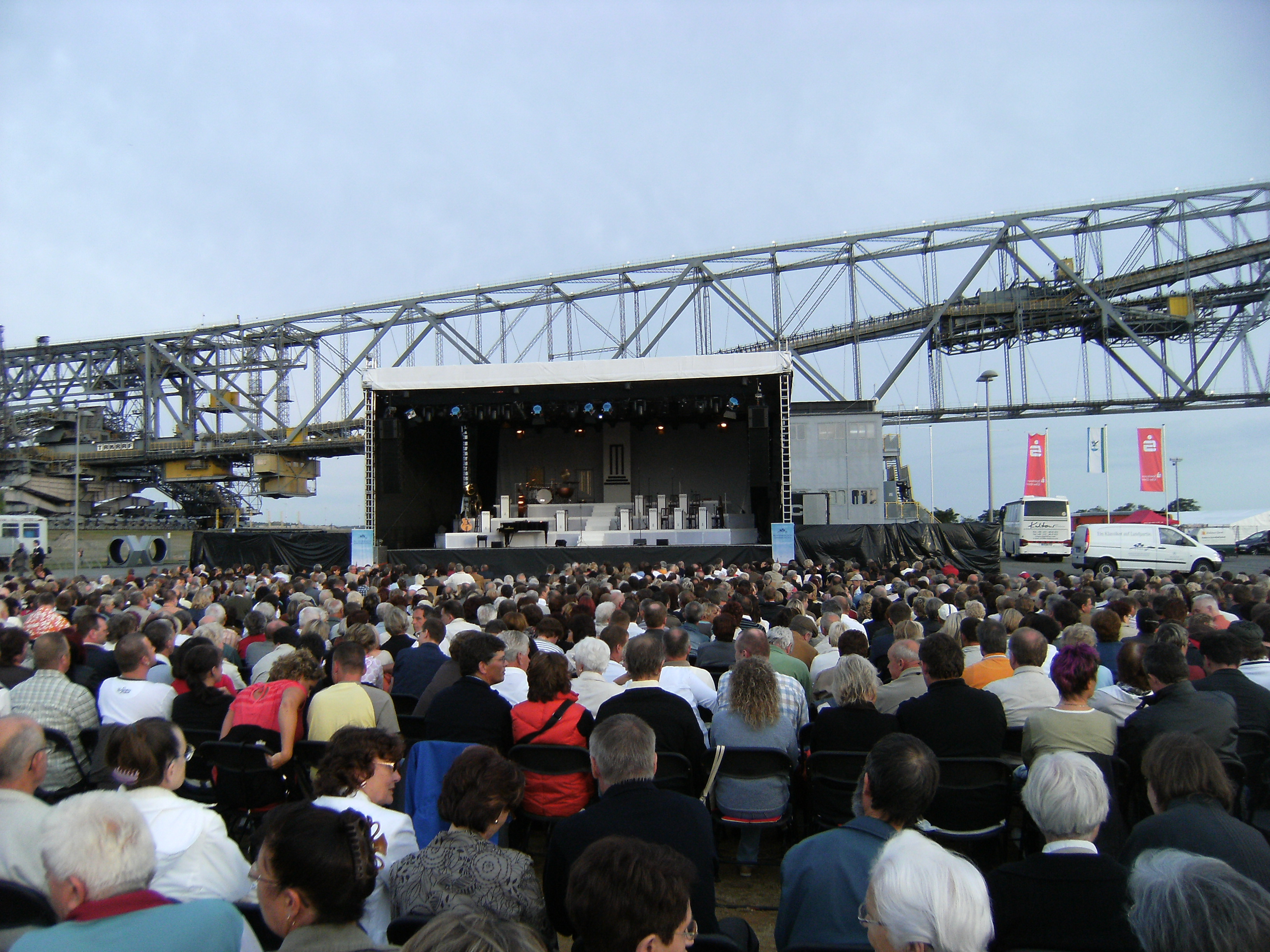
Max-Raabe-Konzert an der F 60 (2008)